# Yana Vorona
Yana Gennadyevna Vorona (em russo:  Яна Геннадьевна Ворона, nascida em 28 de dezembro de 2004) é uma ginasta russa. Ela fez parte da equipe que conquistou o ouro no Festival Olímpico da Juventude da Europa 2019 e foi a suplente da equipe que conquistou o ouro no Campeonato Mundial Júnior inaugural.

## Vida pessoal
Yana Vorona nasceu em Voronezh, Rússia em 2004.

## Carreira

### Júnior

#### 2017–18
Vorona competiu no Campeonato Nacional Russo de 2017 em abril na divisão KMS. Ela ficou em quinto lugar no geral, atrás de Olga Astafyeva, Irina Komnova, Elena Gerasimova e Vladislava Urazova . Durante as finais do evento, ela ficou em quarto lugar no salto e sétimo na trave de equilíbrio.
Em julho de 2018, ela competiu no Campeonato Nacional da Rússia, onde ficou em quarto lugar no geral, atrás de Ksenia Klimenko, Urazova e Astafyeva. Além disso, ela ficou em quinto lugar no salto, oitavo em barras assimétricas e segundo na trave de equilíbrio e exercício de solo, atrás de Urazova. No mês seguinte, Vorona competiu no Campeonato Europeu de 2018 ao lado de Urazova, Klimenko, Astafyeva e Irina Komnova. Elas ficaram em segundo lugar na final por equipes, atrás da Itália.

#### 2019
Em Maio, Vorona competiu no Campeonato Nacional Russo, onde ficou em quarto lugar no individual geral atrás de Vladislava Urazova, Viktoria Listunova, e Elena Gerasimova. Ela ficou em terceiro lugar na cripta atrás de Urazova e Listunova, sétimo em barras assimétricas, sexto na trave de equilíbrio, e terceiro na trave, mais uma vez atrás de Listunova e Urazova.
Em junho, Vorona foi escolhida como alternativa para o Campeonato Mundial Júnior inaugural. Ela ganhou a medalha de ouro na final por equipes ao lado de suas companheiras Listunova, Urazova e Gerasimova.
Em julho, Vorona competiu no Festival Olímpico da Juventude Europeia de 2019 ao lado de Listunova e Irina Komnova. Enquanto estava lá, ela ajudou a Rússia a conquistar o ouro na final por equipes. Durante a final geral, ela ganhou o bronze, ficando atrás de Listunova e Ondine Achampong da Grã-Bretanha. Durante as finais do evento, ela ficou em quarto lugar nos exercícios de salto e solo.
Em agosto, Vorona disputou a Copa da Rússia, onde, embora fosse júnior, competiu contra ginastas seniores. Após dois dias de competição, ela terminou em quinto lugar na competição geral, atrás de Urazova, da competidora sênior Angelina Melnikova, da júnior Gerasimova e da sênior Lilia Akhaimova. Durante as finais do evento, ela ganhou o ouro na trave, à frente da Campeã Mundial Júnior de 2019 no evento, Gerasimova e Urazova, e ficou em sexto lugar nas barras assimétricas.
Em novembro, Vorona competiu no Elite Gym Massilia, onde ficou em primeiro lugar no individual geral, à frente de Listunova, em segundo nas paralelas e em terceiro na trave de equilíbrio.

### Sênior

#### 2020
No final de janeiro, Vorona foi listado em uma lista de nomeações que foi lançada para a Copa do Mundo de Melbourne, programada para ocorrer em 20 de fevereiro. Enquanto estava lá, ela ficou em 12º lugar na trave de equilíbrio durante as qualificações e não avançou para as finais. Em março ela competiu na Copa do Mundo de Baku e terminou em quinto lugar na trave e oitavo no solo durante as qualificações e avançou para as finais do evento para ambos. No entanto, as finais do evento foram canceladas devido à pandemia COVID-19 no Azerbaijão. No final de setembro, foi anunciado que Vorona iria competir em uma próxima competição em Tóquio, que aconteceria em novembro ao lado de Angelina Melnikova, Elena Gerasimova e Lilia Akhaimova (mais tarde substituída por Aleksandra Shchekoldina).

#### 2021
Vorona competiu no Campeonato Nacional, onde ficou em sexto lugar no individual geral. Na Copa da Rússia, ela ficou em sétimo lugar. Em setembro, foi anunciado que Vorona iria competir no próximo Campeonato Mundial ao lado de Angelina Melnikova, Maria Minaeva e Vladislava Urazova. Lá, ela competiu somente na trave de equilíbrio. Ela caiu na final e ficou em nono lugar.

## História competitiva

### Júnior
| Ano  | Evento                      | Equipe | AA | VT | UB | BB | FX |
| ---- | --------------------------- | ------ | -- | -- | -- | -- | -- |
| 2017 | Campeonato Russo            |        | 5  | 4  |    | 7  |    |
| 2018 | Campeonato Russo            |        | 4  | 5  | 8  | 2  | 2  |
| 2018 | Campeonato Europeu          | 2      |    |    |    |    |    |
| 2019 | Campeonato Russo            |        | 4  | 3  | 7  | 6  | 3  |
| 2019 | Campeonato Mundial Júnior   | 1      |    |    |    |    |    |
| 2019 | Euro Youth Olympic Festival | 1      | 3  | 4  |    |    | 4  |
| 2019 | Copa da Rússia              |        | 5  |    | 6  | 1  |    |
| 2019 | Elite Gym Massilia          |        | 1  |    | 2  | 3  |    |

### Senior
| Ano  | Evento                  | Equipe | AA | VT | UB | BB | FX |
| ---- | ----------------------- | ------ | -- | -- | -- | -- | -- |
| 2020 | Copa do Mundo de Baku   |        |    |    |    |    |    |
| 2020 | Amizade e Solidariedade | 2      |    |    |    |    |    |
| 2021 | Campeonato Nacional     | 4      | 6  |    | 6  |    |    |
| 2021 | Copa da Rússia          |        | 7  |    |    |    |    |
| 2021 | Campeonato Mundial      |        |    |    |    | 9  |    |